# Poricella subspatulata
Poricella subspatulata är en mossdjursart som först beskrevs av Osburn 1950.  Poricella subspatulata ingår i släktet Poricella och familjen Arachnopusiidae. Inga underarter finns listade i Catalogue of Life.